# Кабінет «Вперед Індонезія»
Кабінет «Вперед Індонезія» — кабінет уряду Індонезії на чолі з президентом Джоко Відодо (Джокові) та віце-президентом Ма'руфом Аміном. До складу цього кабінету входять професіонали, запропоновані політичними партіями, які підтримують пару Джокові-Амін на президентських виборах 2019 року, які є членами Робочої індонезійської коаліції, а також партії Геріндра, PAN і партії демократів, які приєдналися пізніше, а також успішна команда пари Джокові-Аміна на президентських виборах 2019 року.
Склад кабінету міністрів був оголошений президентом Джокові 23 жовтня 2019 року і офіційно відкритий того ж дня. Президент Джокові зачитав склад свого кабінету на сходах Державного палацу. З цієї нагоди Джокови подарував своїм служителям сорочки з батику. Розширений кабінет міністрів Індонезії складається з чотирьох міністрів-координаторів і 30 міністрів.

## Голова уряду
| Президент                           | Президент | Віце-президент | Віце-президент            |
| ----------------------------------- | --------- | -------------- | ------------------------- |
| Джоко Відодо (Joko "Jokowi" Widodo) |           |                | Ма'руф Амін (Ma'ruf Amin) |

### Міністр-координатор
| Логотип                                     | Міністр-координатор                                            | Прізвище посадової особи                          | Фото           | Час на посаді  | Час на посаді  | Партія     | Партія     |
| ------------------------------------------- | -------------------------------------------------------------- | ------------------------------------------------- | -------------- | -------------- | -------------- | ---------- | ---------- |
|                                             | Міністр-координатор з економічних питань                       | Аірлангга Хартарто (Airlangga Hartarto)           |                | 23 жовтня 2019 | 20 жовтня 2024 |            | Голкар     |
|                                             | Міністр-координатор з питань людського розвитку та культури    | Мухаджір Эффенді (Muhadjir Effendy)               |                | 23 жовтня 2019 | 20 жовтня 2024 |            | Незалежний |
|                                             | Міністр-координатор з морських питань і ресурсів               | Лухут Бінсар Панджайтан (Luhut Binsar Pandjaitan) |                | 23 жовтня 2019 | 20 жовтня 2024 |            | Голкар     |
|                                             | Міністр-координатор з політичних, правових і безпекових питань | Мохаммад Махфуд (Mohammad Mahfud MD)              |                | 23 жовтня 2019 | 1 лютого 2024  |            | Незалежний |
| Тіто Карнавіан (Tito Karnavian) (Виконувач) | Міністр-координатор з політичних, правових і безпекових питань |                                                   | 2 лютого 2024  | 21 лютого 2024 |                | Незалежний |            |
| Хаді Тьяхджанто Hadi Tjahjanto              | Міністр-координатор з політичних, правових і безпекових питань |                                                   | 21 лютого 2024 | 20 жовтня 2024 |                | Незалежний |            |

## Кабінет міністрів
Склад чинного уряду подано станом на 23 грудня 2020 року.
| Логотип                                                       | Міністр                                           | Міністр                                                      | Фото              | Час на посаді   | Час на посаді     | Партія       | Партія     |
| ------------------------------------------------------------- | ------------------------------------------------- | ------------------------------------------------------------ | ----------------- | --------------- | ----------------- | ------------ | ---------- |
|                                                               | Державний секретар                                | Пратікно (Pratikno)                                          |                   | 23 жовтня 2019  | 20 жовтня 2024    |              | Незалежний |
|                                                               | Міністр адміністративної та бюрократичної реформи | Чахйо Кумоло (Tjahjo Kumolo)                                 |                   | 23 жовтня 2019  | 20 липня 2022     |              | PDIP       |
| Мохаммад Махфуд (Mohammad Mahfud MD) (Виконувач)              | Міністр адміністративної та бюрократичної реформи |                                                              | 20 липня 2022     | 4 липня 2022    |                   | Незалежний   |            |
| Тіто Карнавіан (Tito Karnavian) (Виконувач)                   | Міністр адміністративної та бюрократичної реформи |                                                              | 4 липня 2022      | 16 липня 2022   |                   | Незалежний   |            |
| Мохаммад Махфуд (Mohammad Mahfud MD) (Виконувач)              | Міністр адміністративної та бюрократичної реформи |                                                              | 16 липня 2022     | 7 вересня 2022  |                   | Незалежний   |            |
| Абдуллах Азвар Анас (Abdullah Azwar Anas)                     | Міністр адміністративної та бюрократичної реформи |                                                              | 7 вересня 2022    | 20 жовтня 2024  |                   | PDIP         |            |
|                                                               | Міністр внутрішніх справ                          | Тіто Карнавіан (Tito Karnavian)                              |                   | 23 жовтня 2019  | 20 жовтня 2024    |              | Незалежний |
|                                                               | Міністр відсталих регіонів та міграці             | Абдул Халім Іскандар (Abdul Halim Iskandar)                  |                   | 23 жовтня 2019  | 30 вересня 2024   |              | PKB        |
| Мухаджір Эффенді (Muhadjir Effendy) (Виконувач)               | Міністр відсталих регіонів та міграці             |                                                              | 30 вересня 2024   | 20 жовтня 2024  |                   | Незалежний   |            |
|                                                               | Міністр державних підприємств                     | Эрік Тохір (Erick Thohir)                                    |                   | 23 жовтня 2019  | 20 жовтня 2024    |              | Незалежний |
|                                                               | Міністр освіти та культури                        | Надім Макарім (Nadiem Makarim)                               |                   | 23 жовтня 2019  | 28 квітня 2021    |              | Незалежний |
| Міністр освіти, культури, досліджень та технологій            | 28 квітня 2021                                    | Надім Макарім (Nadiem Makarim)                               | 20 жовтня 2024    |                 |                   |              | Незалежний |
|                                                               | Міністр досліджень та технологій                  | Бамбанг Броджонегоро (Bambang Brodjonegoro)                  |                   | 23 жовтня 2019  | 28 квітня 2021    |              | Незалежний |
|                                                               | Міністр екології та лісового господарства         | Сіті Нурбая Бакар (Siti Nurbaya Bakar)                       |                   | 23 жовтня 2019  | 20 жовтня 2024    |              | Насдем     |
|                                                               | Міністр енергетики та мінеральних ресурсів        | Аріфін Тасріф (Arifin Tasrif)                                |                   | 23 жовтня 2019  | 19 серпня 2024    |              | Незалежний |
| Бахліл Лахадалія (Bahlil Lahadalia)                           | Міністр енергетики та мінеральних ресурсів        |                                                              | 19 серпня 2024    | 20 жовтня 2019  |                   | Голкар       |            |
|                                                               | Міністр жінок і захисту дітей                     | І Густи Аю Бінтанг Дармаваті (I Gusti Ayu Bintang Darmawati) |                   | 23 жовтня 2019  | 20 жовтня 2024    |              | PDIP       |
|                                                               | Міністр зв'язку та інформаційних технологій       | Джонні Герард Плате (Johnny Gerald Plate)                    |                   | 23 жовтня 2019  | 19 травня 2023    |              | Насдем     |
| Мохаммад Махфуд (Mohammad Mahfud MD) (Виконувач)              | Міністр зв'язку та інформаційних технологій       |                                                              | 19 травня 2023    | 17 липня 2023   |                   | Незалежний   |            |
| Буді Арі Сетіаді (Budi Arie Setiadi)                          | Міністр зв'язку та інформаційних технологій       |                                                              | 17 липня 2023     | 20 жовтня 2024  |                   | Незалежний   |            |
|                                                               | Міністр землекористування                         | Соф'ян Джаліл (Sofyan Djalil)                                |                   | 23 жовтня 2019  | 15 червня 2022    |              | Незалежний |
| Хаді Чах'янто (Hadi Tjahjanto)                                | Міністр землекористування                         |                                                              | 15 червня 2022    | 21 лютого 2024  |                   | Незалежний   |            |
| Агус Харімурті Юдхойоно (Agus Harimurti Yudhoyono)            | Міністр землекористування                         |                                                              | 21 лютого 2024    | 20 жовтня 2024  |                   | Демократична |            |
|                                                               | Міністр закордонних справ                         | Ретно Марсуді (Retno Marsudi)                                |                   | 23 жовтня 2019  | 20 жовтня 2024    |              | Незалежний |
|                                                               | Міністр інвестицій                                | Бахліл Лахадалія (Bahlil Lahadalia)                          |                   | 28 квітня 2021  | 19 серпня 2024    |              | Незалежний |
| Розан Руслани (Rosan Roeslani)                                | Міністр інвестицій                                |                                                              | 19 серпня 2024    | 20 жовтня 2024  |                   | Незалежний   |            |
|                                                               | Міністр комунальних служб і житла                 | Басукі Хадімулйоно (Basuki Hadimuljono)                      |                   | 23 жовтня 2019  | 20 жовтня 2024    |              | Незалежний |
|                                                               | Міністр кооперації, малого та середнього бізнесу  | Тетен Масдукі (Teten Masduki)                                |                   | 23 жовтня 2019  | 20 жовтня 2024    |              | Незалежний |
|                                                               | Міністр кооперації, малого та середнього бізнесу  | Тетен Масдукі (Teten Masduki)                                | PDIP              | 23 жовтня 2019  | 20 жовтня 2024    |              |            |
|                                                               | Міністр людських ресурсів                         | Іда Фаузія (Ida Fauziyah)                                    |                   | 23 жовтня 2019  | 30 вересня 2024   |              | PKB        |
| Аірлангга Хартарто (Airlangga Hartarto) (Виконувач)           | Міністр людських ресурсів                         |                                                              | 30 вересня 2024   | 20 жовтня 2024  |                   | Голкар       |            |
|                                                               | Міністр морських справ та риболовлі               | Еді Прабово (Edhy Prabowo)                                   |                   | 23 жовтня 2019  | 25 листопада 2020 |              | Геріндра   |
| Лухут Бінсар Панджайтан (Luhut Binsar Pandjaitan) (Виконувач) | Міністр морських справ та риболовлі               |                                                              | 25 листопада 2020 | 2 грудня 2020   |                   | Голкар       |            |
| Шахрул Ясін Лімпо (Syahrul Yasin Limpo) (Виконувач)           | Міністр морських справ та риболовлі               |                                                              | 2 грудня 2020     | 23 грудня 2020  |                   | Насдем       |            |
| Сакті Вахю Тренггоно (Sakti Wahyu Trenggono)                  | Міністр морських справ та риболовлі               |                                                              | 23 грудня 2020    | 20 жовтня 2024  |                   | Незалежний   |            |
|                                                               | Міністр національного розвитку та планування      | Сухарсо Моноарфа (Suharso Monoarfa)                          |                   | 23 жовтня 2019  | 20 жовтня 2024    |              | PPP        |
|                                                               | Міністр оборони                                   | Прабово Субіанто (Prabowo Subianto)                          |                   | 23 жовтня 2019  | 20 жовтня 2024    |              | Геріндра   |
|                                                               | Міністр охорони здоров'я                          | Тераван Агус Путранто (Terawan Agus Putranto)                |                   | 23 жовтня 2019  | 23 грудня 2020    |              | Незалежний |
| Буді Гунаді Садікін (Budi Gunadi Sadikin)                     | Міністр охорони здоров'я                          |                                                              | 23 грудня 2020    | 20 жовтня 2024  |                   | Незалежний   |            |
|                                                               | Міністр промисловості                             | Агус Гуміванг Картасасміта (Agus Gumiwang Kartasasmita)      |                   | 23 жовтня 2019  | 20 жовтня 2024    |              | Голкар     |
|                                                               | Міністр соціальної політики                       | Юліарі Батубара (Juliari Batubara)                           |                   | 23 жовтня 2019  | 6 грудня 2020     |              | PDIP       |
| Мухаджір Эффенді (Muhadjir Effendy) (Виконувач)               | Міністр соціальної політики                       |                                                              | 6 грудня 2020     | 23 грудня 2020  |                   | Незалежний   |            |
| Трі Рісмахаріні (Tri Rismaharini)                             | Міністр соціальної політики                       |                                                              | 23 грудня 2020    | 6 вересня 2024  |                   | PDIP         |            |
| Мухаджір Эффенді (Muhadjir Effendy) (Виконувач)               | Міністр соціальної політики                       |                                                              | 6 вересня 2024    | 11 вересня 2024 |                   | Незалежний   |            |
| Сайфулла Юсуф (Saifullah Yusuf)                               | Міністр соціальної політики                       |                                                              | 11 вересня 2024   | 20 жовтня 2024  |                   | PKB          |            |
|                                                               | Міністр сільського господарства                   | Шахрул Ясін Лімпо (Syahrul Yasin Limpo) (Виконувач)          |                   | 23 жовтня 2019  | 6 жовтня 2023     |              | Насдем     |
| Арієф Прасетьо Аді (Arief Prasetyo Adi) (Виконувач)           | Міністр сільського господарства                   |                                                              | 6 жовтня 2023     | 25 жовтня 2023  |                   | Незалежний   |            |
| Амран Сулейман (Amran Sulaiman)                               | Міністр сільського господарства                   |                                                              | 25 жовтня 2023    | 20 жовтня 2024  |                   | Незалежний   |            |
|                                                               | Міністр торгівлі                                  | Агус Супарманто (Agus Suparmanto)                            |                   | 23 жовтня 2019  | 23 грудня 2020    |              | PKB        |
| Мухаммад Лутфі (Muhammad Lutfi)                               | Міністр торгівлі                                  |                                                              | 23 грудня 2020    | 15 червня 2022  |                   | Незалежний   |            |
| Зулкіфлі Хасан (Zulkifli Hasan)                               | Міністр торгівлі                                  |                                                              | 15 червня 2022    | 20 жовтня 2024  |                   | PAN          |            |
|                                                               | Міністр транспорту                                | Буді Кар'я Сумаді (Budi Karya Sumadi)                        |                   | 23 жовтня 2019  | 20 жовтня 2024    |              | Незалежний |
|                                                               | Міністр туризму та креативної економіки           | Вішнутама (Wishnutama)                                       |                   | 23 жовтня 2019  | 23 грудня 2020    |              | Незалежний |
| Сандіага Уно (Sandiaga Uno)                                   | Міністр туризму та креативної економіки           |                                                              | 23 грудня 2020    | 20 жовтня 2024  |                   | Геріндра     |            |
| Сандіага Уно (Sandiaga Uno)                                   | Міністр туризму та креативної економіки           | PPP                                                          | 23 грудня 2020    | 20 жовтня 2024  |                   |              |            |
|                                                               | Міністр у справах молоді та спорту                | Заінудін Амалі (Zainudin Amali)                              |                   | 23 жовтня 2019  | 13 березня 2023   |              | Голкар     |
| Мухаджір Эффенді (Muhadjir Effendy) (Виконувач)               | Міністр у справах молоді та спорту                |                                                              | 13 березня 2023   | 3 квітня 2023   |                   | Незалежний   |            |
| Діто Аріотеджо (Dito Ariotedjo)                               | Міністр у справах молоді та спорту                |                                                              | 3 квітня 2023     | 20 жовтня 2024  |                   | Голкар       |            |
|                                                               | Міністр у справах релігії                         | Фахрул Разі (Fachrul Razi)                                   |                   | 23 жовтня 2019  | 23 грудня 2020    |              | Незалежний |
| Якут Холіл Коумас (Yaqut Cholil Qoumas)                       | Міністр у справах релігії                         |                                                              | 23 грудня 2020    | 20 жовтня 2024  |                   | PKB          |            |
|                                                               | Міністр фінансів                                  | Срі Муляні Індраваті (Sri Mulyani Indrawati)                 |                   | 23 жовтня 2019  | 20 жовтня 2024    |              | Незалежний |
|                                                               | Міністр юстиції та прав людини                    | Ясонна Лаолі (Yasonna H. Laoly)                              |                   | 23 жовтня 2019  | 19 серпня 2024    |              | PDIP       |
| Супратман Енді Агтас (Supratman Andi Agtas)                   | Міністр юстиції та прав людини                    |                                                              | 19 серпня 2024    | 20 жовтня 2024  |                   | Геріндра     |            |

## Посадовець міністерського рівня
| Логотип             | Позиція           | Прізвище посадової особи      | Фото             | Час на посаді  | Час на посаді    | Партія     | Партія |
| ------------------- | ----------------- | ----------------------------- | ---------------- | -------------- | ---------------- | ---------- | ------ |
|                     | Секретар кабінету | Прамоно Анунг (Pramono Anung) |                  | 23 жовтня 2019 | 20 вересень 2024 |            | PDIP   |
| Пратікно (Pratikno) | Секретар кабінету |                               | 20 вересень 2019 | 20 жовтня 2024 |                  | Незалежний |        |

## довідка
1. ↑  Chandra Gian Asmara (23 жовтня 2019). Sambil Duduk Di Tangga, Jokowi Umumkan Kabinet Indonesia Maju. CNBC Indonesia. Процитовано 25 жовтня 2019.
2. ↑  Arifin, Zainal; Handayani, Emi Puasa; Virdaus, Saivol (30 квітня 2020). Quo Vadis Kebijakan Penyusunan Kabinet Koalisi Jokowi Tinjauan Filosofis, Historis, Teoritis dan Yuridis. Khazanah Hukum. 2 (1): 10—23. doi:10.15575/kh.v2i1.8282. ISSN 2715-9698.
3. ↑  Dian Erika Nugraheny (1 лютого 2024). Achmad Nasrudin Yahya (ред.). Resmi Mundur, Mahfud Sampaikan Permintaan Maaf ke Jokowi. Kompas.com. Процитовано 2 лютого 2024.
4. ↑  Dian Erika Nugraheny (2 лютого 2024). Ihsanuddin (ред.). Jokowi Tunjuk Tito Karnavian Jadi Plt Menko Polhukam Gantikan Mahfud. Kompas.com. Процитовано 2 лютого 2024.
5. ↑  Presiden Jokowi Lantik Menteri dan Wamen Kabinet Indonesia Maju. presidenri.go.id (індонез.). Архів оригіналу за 23 грудня 2020. Процитовано 25 грудня 2020.